# Bukit Ewih Tami Delem
Bukit Ewih Tami Delem is een bestuurslaag in het regentschap Aceh Tengah van de provincie Atjeh, Indonesië. Bukit Ewih Tami Delem telt 561 inwoners (volkstelling 2010).